# Giovanni Falcone
Giovanni Salvatore Augusto Falcone (18. května 1939, Palermo – 23. května 1992, Capaci) byl italský prokurátor, který se specializoval na vyšetřování a odhalování zločinů Cosy Nostry. Byl jednou z vůdčích postav boje proti organizovanému zločinu v Itálii. Zemřel ve věku 53 let poté, co byl na něj spáchán atentát.

## Život
Narodil se v Palermu nedlouho před vypuknutím druhé světové války. Jeho otec se jmenoval Arturo Falcone a byl ředitel chemické laboratoře, matka se jmenovala Luisa Bentivegna.
Přestože krátce navštěvoval námořní akademii, jeho hlavním zájmem byla práva, která začal ve stejné době také studovat.
V soudnictví pracovala také Falconeho budoucí žena Francesca Morvillo.
Jako vyšší soudní úředník se brzy zaměřil na odhalování a usvědčování pachatelů organizovaného zločinu, konkrétně členů Cosy Nostry. On a jeho kolega Paolo Borsellino se stali symboly boje proti mafii. V průběhu rozsáhlých soudních procesů usvědčili desítky mafiánů.
Na přelomu 70. a 80. let měla mafie na svědomí zabití předních představitelů státu, ať už se jednalo o politiky, policisty či soudce.
10. února 1986 začal velký soudní proces se členy Cosy Nostry, který trval až do 16. prosince 1987. Celkem bylo obviněno 475 mafiánů, odsouzeno bylo více než 300 osob. Klíčovým svědkem byl mafián Tommaso Buscetta.

## Atentát
Často cestoval, zejména mezi Římem a Palermem. Protože se bál o svůj život, dbal důsledně na bezpečnostní opatření, která mu pomáhala udržovat jeho pobyt a cesty v tajnosti. Nikdo z jeho okolí neměl dopředu vědět, jaké jsou jeho nejbližší plány, měnil je na poslední chvíli. Pokud někam letěl, vždy to bylo pouze s letadlem tajných služeb. O jeho cestách věděl dopředu jen úzký počet lidí z Ministerstva spravedlnosti.
V sobotu 23. května 1992 v 17:48 přistálo na palermském letišti (Punta Raisi) letadlo tajných služeb, letící z Říma (Ciampino), na jehož palubě byl prokurátor Falcone, jeho žena a jejich ochranka. Na místě již byly připravené tři obrněné vozy. Šéfem eskorty byl policista Arnaldo La Barbera.
První vůz, Fiat Croma hnědé barvy, řídil policista Vito Schifani, vedle něj seděl Antonio Montinaro a za nimi Rocco De Cillo. Druhý vůz, Fiat Croma bílé barvy, byl řízen samotným Falconem. Vedle něj byla jeho žena a za nimi tělesný strážce Giuseppe Costanza (pracoval pro Falconeho od roku 1984). Konvoj uzavíral Fiat Croma modré barvy, ve kterém byli policisté Paolo Capuzzo, Gaspare Cervello a Angelo Corbo. Auta jela z palermského letiště bez puštěných sirén po dálnici rychlostí 160 km/h.
V místě 38°10′58″N, 13°14′41″E (Capaci), byla pod vozovkou, blíže ke kraji, umístěna v kanalizační rouře výbušnina (tolit), zhruba 300–400 kg. Nálož byla v 17:59 hod, v době, kdy tudy konvoj projížděl, dálkově odpálena. Později se zjistilo, že tam byla umístěna lidmi převlečenými za pracovníky silniční služby. Odkud však měli informaci o trase jízdy a typech vozů, ve kterých konvoj jel, zda to bylo z Ministerstva spravedlnosti, z letiště či odjinud, se nepodařilo vypátrat.
Po odpálení trhaviny následovala obrovská exploze, která poškodila dálnici v délce zhruba 100 metrů a vytvořila v ní osmimetrový kráter.
Všichni tři policisté z prvního vozu byli na místě mrtví. Giovanni Falcone, který jel za nimi, ještě po výbuchu žil, byl však v kritickém stavu a zemřel dvě hodiny na to, při převozu do nemocnice. Jeho žena Francesca (46 let) zemřela v nemocnici kolem 23. hodiny. Tělesný strážce Giuseppe Costanza byl vážně zraněn, ale atentát přežil. Všichni tři policisté z třetího vozu byli na místě mrtví. Výbuch dále zranil asi 20 lidí, kteří tudy v té době projížděli.

## Důsledky

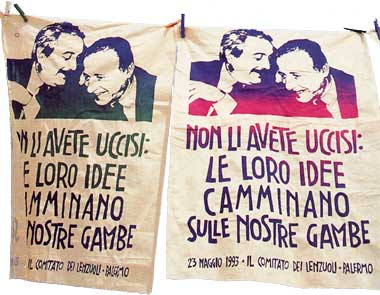
Protestní plakát proti mafii, zobrazující zavražděné soudce Falconeho a Borsellina

Po jeho smrti se v Itálii zvedla vlna odporu proti mafii, byly organizovány protestní akce a spontánně vznikaly spolky, které měly donutit vládu k ostřejším protimafiánským opatřením.
Pomyslné žezlo v boji proti mafii převzal jeho přítel Paolo Borsellino. Dne 19. července 1992 byl Paolo Borsellino zavražděn a svého kolegu přežil jen o necelé dva měsíce.
Na památku soudců Falconeho a Borsellina bylo letiště v Palermu pojmenováno Falcone-Borsellino Airport. Na dálnici v místě, kde došlo k atentátu, je v každém jízdním pruhu památník se jmény obětí tohoto atentátu.
V lednu roku 1993 zadržela policie mafiánského bosse Riinu, který se několik let skrýval. Byl odsouzen na doživotí, mimo jiné i za vraždu Falconeho a Borsellina (jejich smrt měla být odplata za mafiánské procesy a také výstraha pro další, kteří by se do nich chtěli pouštět).
V květnu roku 1996 byl zatčen další mafián, který má vraždu Falconeho na svědomí – Giovanni Brusca.
V prosinci 1999 pak probíhal nový proces s lidmi odpovědnými za vraždu soudce Borsellina. Mezi odsouzenými byl i Bernardo Provenzano (ten se však skrýval, byl odsouzen v nepřítomnosti).
Někteří odsouzení byli pak v roce 2002 propuštěni z vězení za to, že budou svědčit proti dalším mafiánům.

## Film a seriál
Život Giovanniho Falcone a jeho práce pro justici je zachycena ve filmu Falcone z roku 1999.
On a jeho kolega Paolo Borsellino mohli být také předlohou pro postavu komisaře Corrada Cattaniho v seriálu Chobotnice.